# Tangram (album)
Tangram is een muziekalbum van de Duitse band op het gebied van elektronische muziek Tangerine Dream. Het is een van hun populairste albums gezien de verkoopcijfers in met name het Verenigd Koninkrijk. Tangerine Dream bevindt zich op een keerpunt in de muziekstijl. Van langere tracks werkt men meer naar kortere werken, wellicht onder invloed van de punk. Opvallend aan het album zijn discoachtige beats in de soort die Giorgio Moroder ook wel toepaste. Het album is opgenomen in Berlijn. Het is het eerste officiële album met Schmoelling. De titel verwijst naar het spel Tangram. Het album is opgenomen in de Polygon Studio in Berlijn, de mix vond plaats in de Hansa Studio aldaar.

## Musici
- Edgar Froese, Christopher Franke, Johannes Schmoelling – elektronica

## Composities
van het trio:
1. Tangram set 1, (19:47)
2. Tangram set 2, (20:28)

De beide delen vallen in totaal zeven segmenten uiteen.

## Versies
Het album is uit 1980 hetgeen inhoudt dat het eerst op elpee verscheen; de Nederlandse persing was slecht. 10 september 1985 volgde de eerste cd-versie; de geluidskwaliteit was matig. In het boekje wordt vermeld dat het een album uit 1983 zou zijn. In de jaren 90 volgt een geremasterde versie in The Defintive Collection. In 2008 verschijnt nog een heropname.
Het originele album hield het vijf weken uit in de Britse albumlijst.
| Hitnotering: 07-06-1980 t/m 11-07-1980 | Hitnotering: 07-06-1980 t/m 11-07-1980 | Hitnotering: 07-06-1980 t/m 11-07-1980 | Hitnotering: 07-06-1980 t/m 11-07-1980 | Hitnotering: 07-06-1980 t/m 11-07-1980 | Hitnotering: 07-06-1980 t/m 11-07-1980 |     |
| Week:                                  | 1                                      | 2                                      | 3                                      | 4                                      | 5                                      |     |
| -------------------------------------- | -------------------------------------- | -------------------------------------- | -------------------------------------- | -------------------------------------- | -------------------------------------- | --- |
| Positie:                               | 56                                     | 36                                     | 60                                     | 73                                     | 71                                     | uit |